# Choi Sang-kook
Dans ce nom coréen, le nom de famille, Choi, précède le nom personnel.
Choi Sang-kook (coréen : 최상국) (né le 15 février 1961 à Chungju en Corée du Sud) est un footballeur international sud-coréen, qui évoluait au poste d'attaquant, avant de devenir entraîneur.

## Biographie

### Carrière de joueur

#### Carrière en sélection
Avec l'équipe de Corée du Sud, il joue 14 matchs (pour 7 buts inscrits) entre 1984 et 1989. Il figure notamment dans le groupe des sélectionnés lors de la coupe d'Asie des nations de 1984.
Il participe également aux JO de 1988. Lors du tournoi olympique, il joue trois matchs : contre l'URSS, les États-Unis et enfin l'Argentine.

## Palmarès
POSCO Atoms
- Championnat de Corée du Sud :
  - Meilleur buteur : 1987 (15 buts).